# Pavel Zedníček

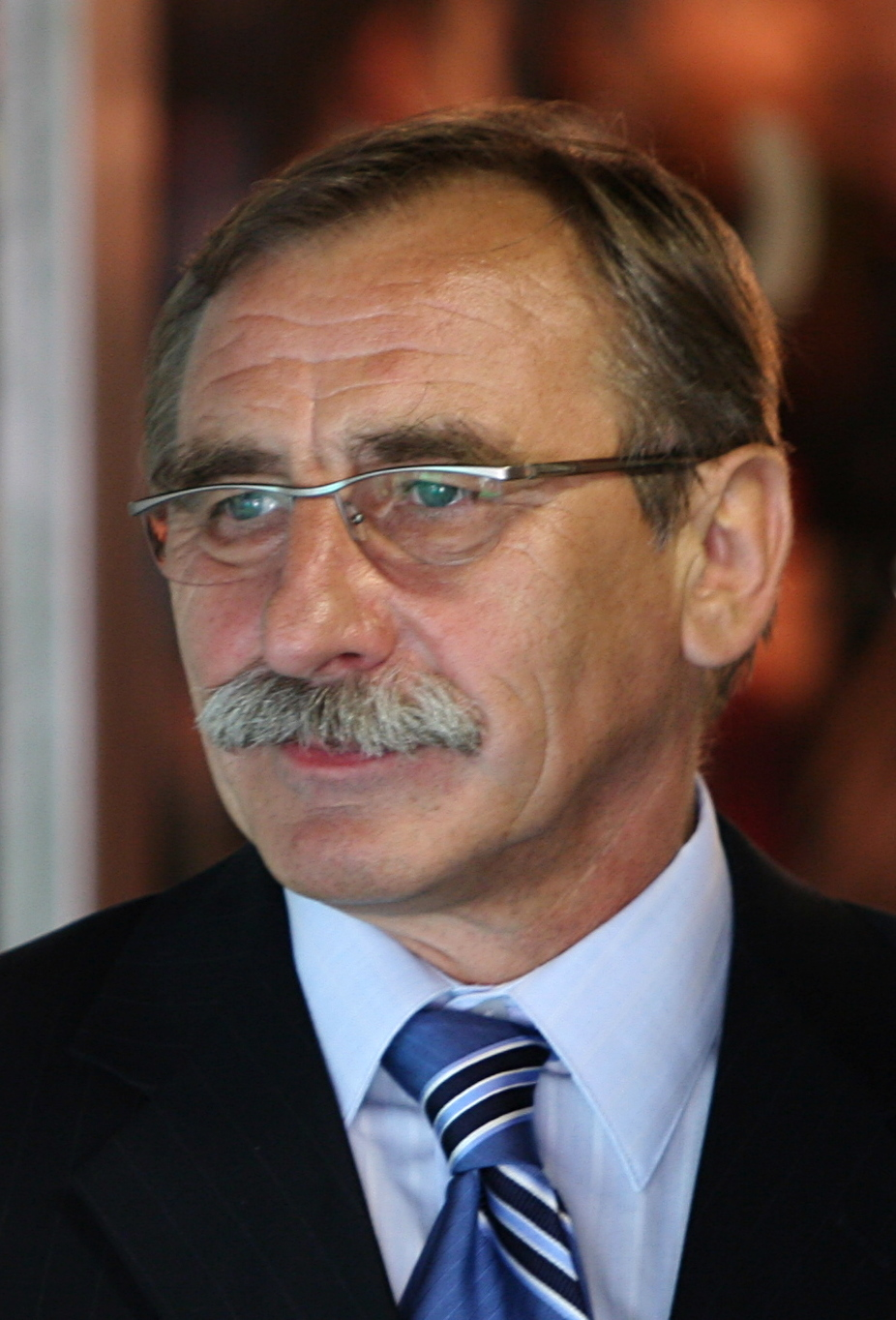
Pavel Zedníček

Pavel Zedníček (* 1. November 1949 in Hoštice-Heroltice) ist ein tschechischer Schauspieler und Moderator. 

## Leben
In Deutschland wurde er vor allem bekannt durch seine Doppelrolle als Hyacinth Majer und Stadtgärtner in der Fernsehreihe Die Rückkehr der Märchenbraut. 

## Filmografie (Auswahl)
- 1977: Nächsten Sommer sehen wir uns wieder (Reknem si to prístí léto)
- 1978: Die Todeswand bin ich (Ja jsem stena smrti)
- 1980: Luzie, der Schrecken der Straße (Lucie, postrach ulice)
- 1982: Bezirksverwaltung der „K“ Prag (Malý pitaval z velkého města)
- 1984: Der fesche Hubert (Fesak Hubert)
- 1985: Monika und das Fohlen mit dem Sternchen (Monika a hribe s hvezdickou)
- 1987: Die Tintenfische aus dem zweiten Stock (Chobotnice z II. patra)
- 1988: Gute Tauben kehren immer zurück (Dobrí holubi se vracejí)
- 1989: Fröhliche Weihnachten wünschen die Kraken (Chobotnice z druheho patra)
- 1990: Der Reisekamerad (O Janovi a podivuhodném příteli)
- 1990: Die Rückkehr der Märchenbraut (Arabela se vrací)
- 1991: Das Geheimnis der weißen Hirsche (Území bílých králů)
- 1991: Prinzessin Fantaghirò (Fantaghirò)
- 1997: Lotrando und die schöne Zubejda (Lotrando a Zubejda)